# 迦樓達宮
迦樓達宮，又译作神鹰宫，是印度尼西亚总统的官邸和办公室，位于东加里曼丹省努山达拉的一座小山，俯瞰塞雷莫尼塔曼广场和国家宫Bukit Bendera的东南方。这座宫殿由佐科·维多多总统于2024年执政期间建造，面积约2, 400平方米，宫殿本身的规划建筑面积为3.5公顷，高四层，与国家宫和总统秘书处以及4座统筹部建筑群位于一处建筑群内。
加楼达宫以国鸟迦楼罗为设计原型，建筑高度77米，翼展达177米，由4,650片重达0.3吨的铜板组成。设计师纽曼·努亚塔表示，迦楼罗造型关联印尼多元统一的历史传统，作为国家象征体现了殊途同归的立国精神。

## 历史
最初选定的首都国家宫设计方案是融合印尼各地传统民居特色的“印度尼西亚伟大宫殿”，由“Nagara Rimba Nusa”团队在首都设计竞赛中获胜。但在实施过程中，该方案被替换为伊·纽曼·努亚塔设计的加楼达宫方案。
该方案2022年获得佐科·维多多总统批准。作为努山塔拉新总统府的组成部分，加楼达宫建在占地100公顷的土地上，基底面积达334，200平方米。

## 图集

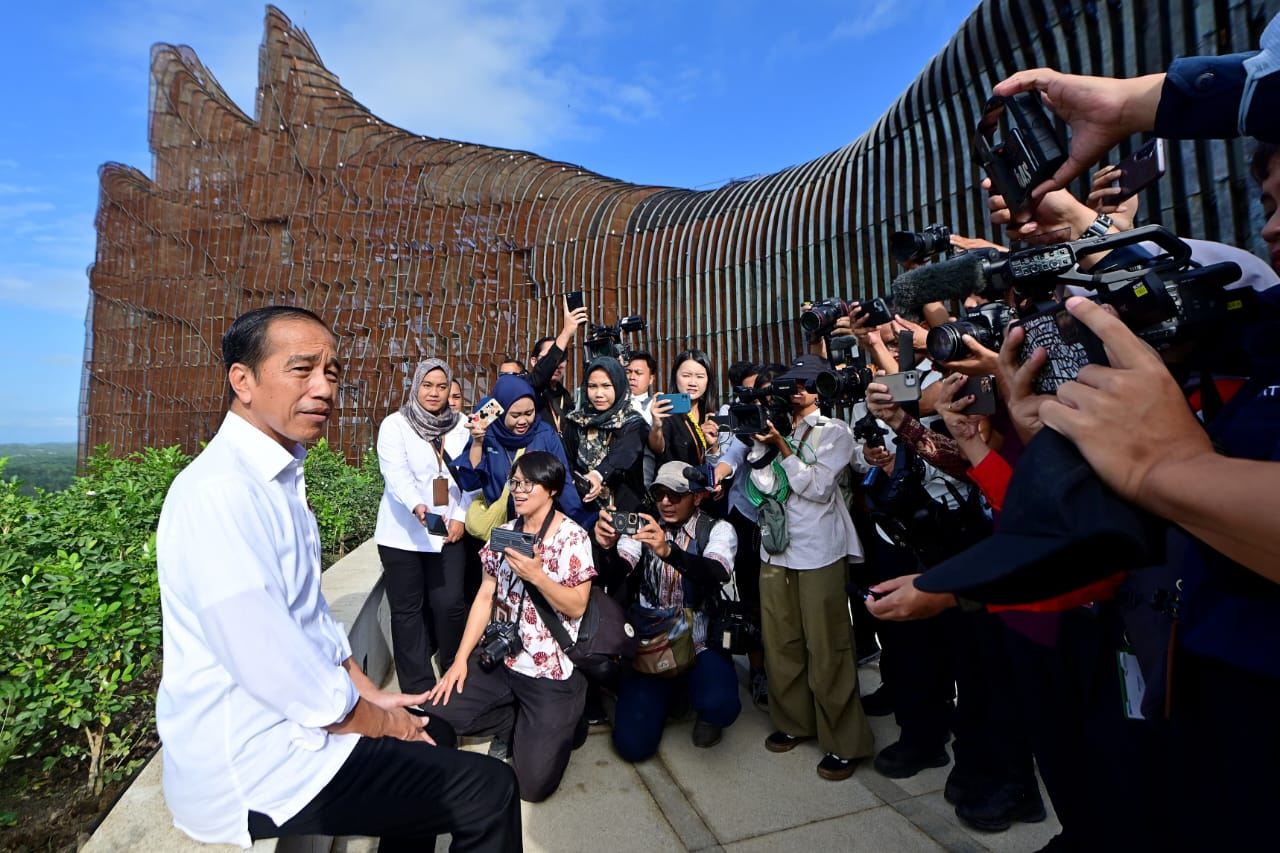
2024年7月底佐科·维多多总统与媒体团队
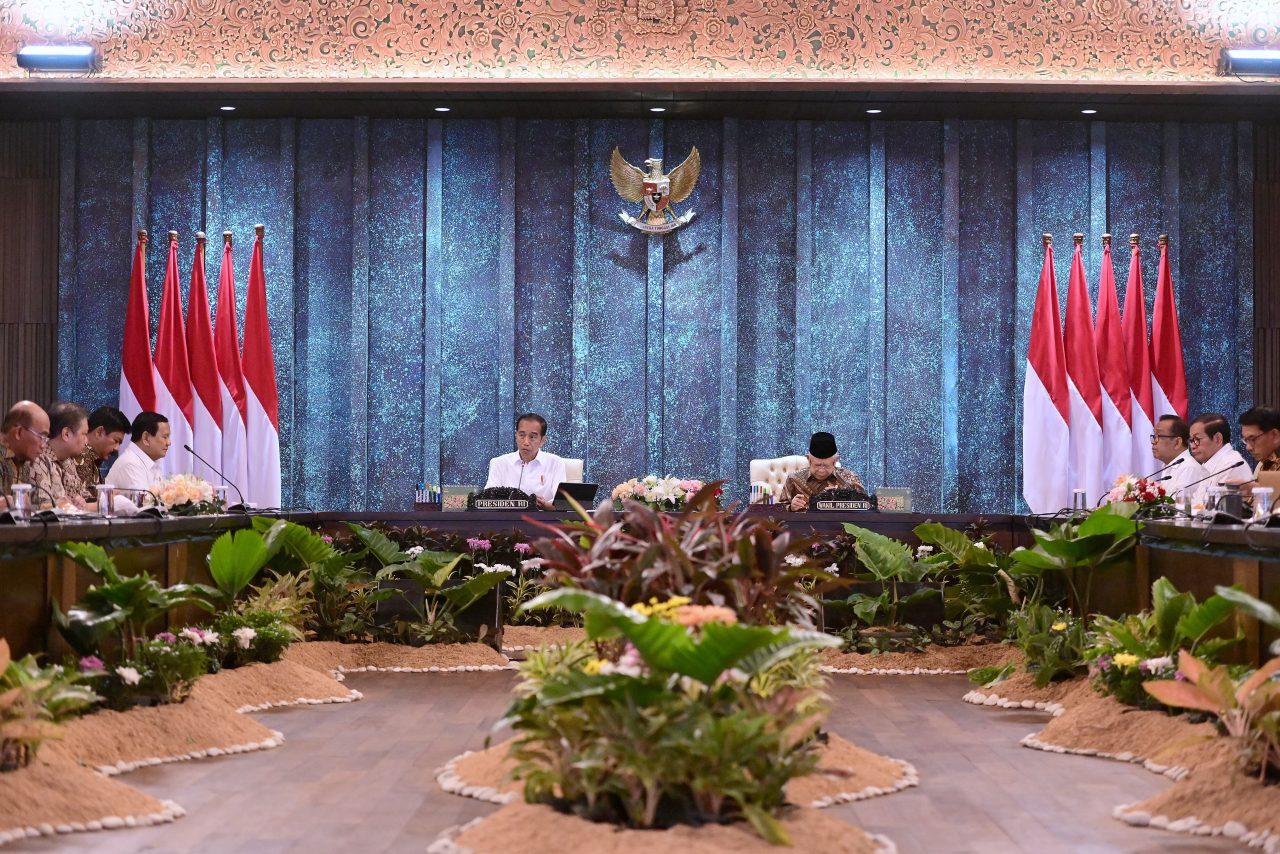
2024年8月12日加鲁达宫首次全体内阁会议
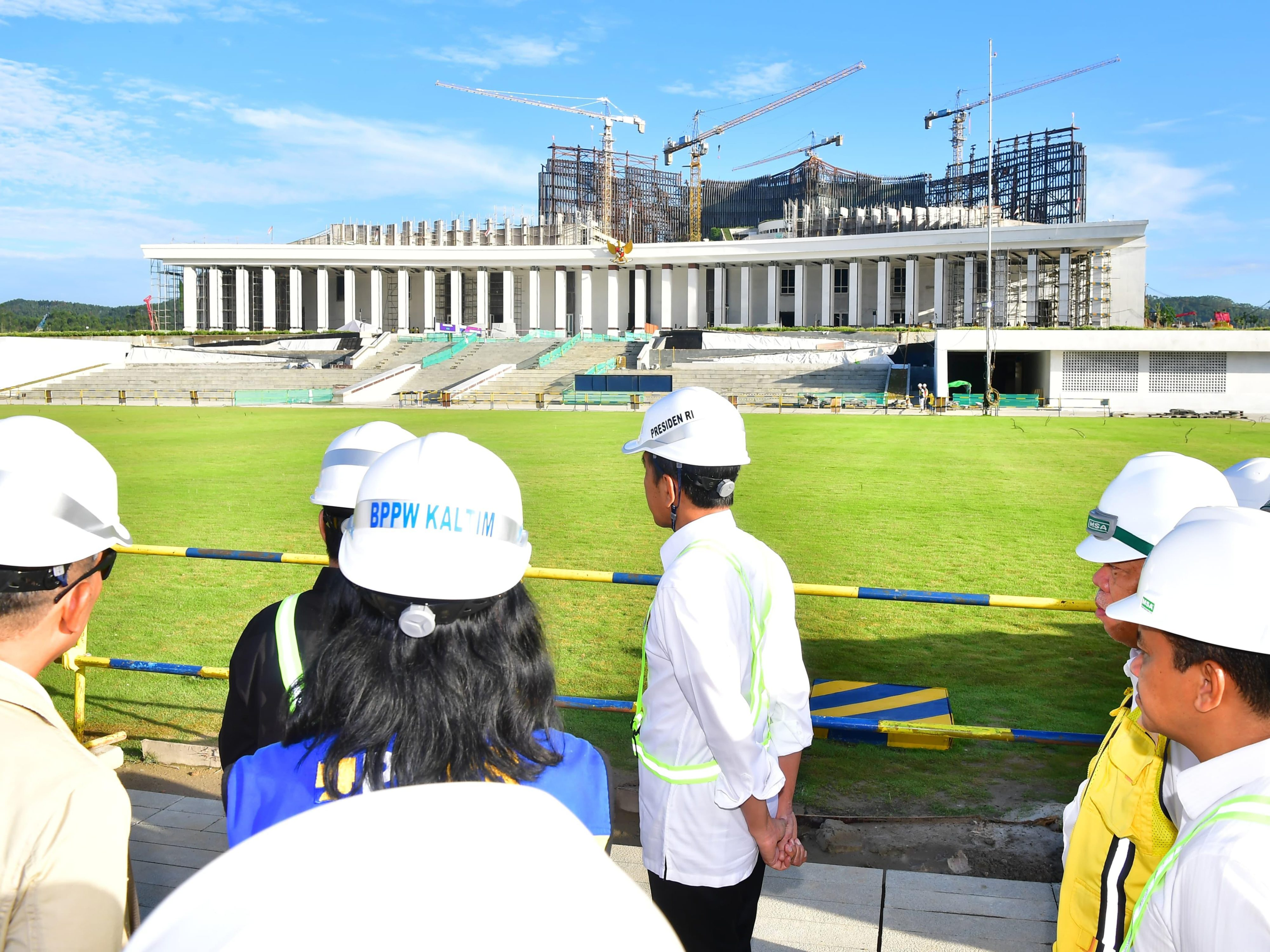
2024年6月佐科·维多多总统视察加鲁达宫建设进

## 延伸阅读
- 印度尼西亚总统府